# Heinrich von Hailfingen der Unbezunte

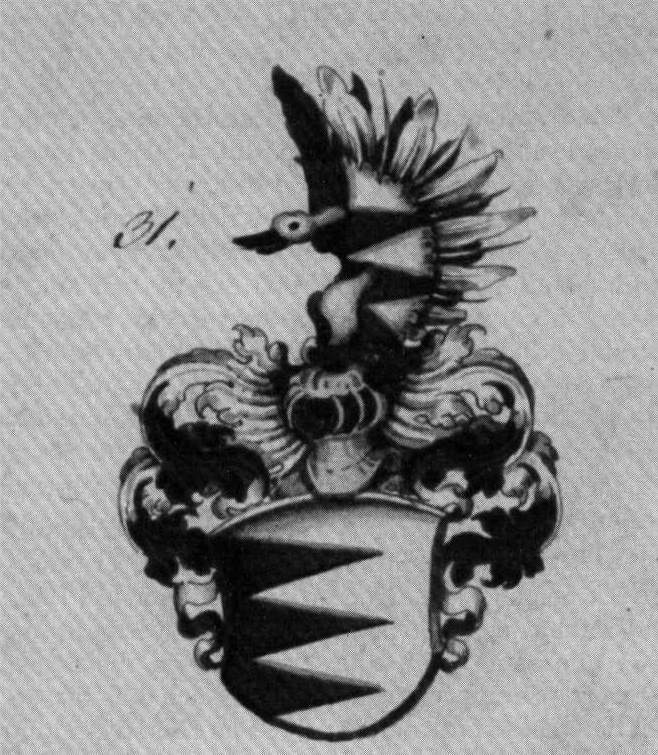
Wappen von Heinrich von Hailfingen dem Unbezunten

Heinrich von Hailfingen der Unbezunte war 1337–40 Schultheiß von Hagenau und 1348 dort Vogt.

## Familie
Heinrich von Hailfingen der Unbezunte war ein Sohn von Peter von Hailfingen, der sich bei seiner letzten urkundlichen Erwähnung 1301 noch mit dem Beinamen „von Speier“ bezeichnete.
Seine Brüder waren Kraft von Hailfingen und Hug von Hagelloch. Hug ließ sich offenbar in Hagelloch nieder, wonach er sich gelegentlich nannte unter Weglassung des Familiennamens. Im Jahre 1326 verkaufte er den Pfalzgrafen von Tübingen den Scherern mehrere Leibeigene zu Entringen und Altingen um 19 Pfund Heller. Seine Schwestern hießen Gute, Junte und Sophie.
Heinrichs Ehefrau ist namentlich zwar nicht bekannt, stammte aber vermutlich aus der Adelsfamilie von Kuppingen. Seine beiden Kinder Georg und Guta werden erstmals 1345 genannt, als letztere anlässlich ihrer Vermählung mit Marquard von Ehingen Erbverzicht leistete.
Zu den Verwandten dieser Linie zählt vermutlich auch jener Friedrich, der 1300 als ehemaliger Dekan von Calw sein Testament machte. In sein Grab im Kloster Bebenhausen wurden nämlich Peter, Heinz und Jörg nachbestattet, sowie der 1408 verstorbene Georg.

## Leben und Wirken
Zusammen mit seinem Vater und seinem Bruder Kraft zeugte er bereits in jungen Jahren 1298 für Peter von Entringen. Er betätigte sich als Bürge, als sein Bruder Hug, der im Jahre 1310 gegenüber Bebenhausen auf seine Ansprüche an Weingärten am Härtrichs- oder Mönchberg (bei Entringen) verzichtete, die sein Vater früher an das Kloster verkauft hatte, wofür er 9 Pfund Heller erhielt. Heinrich nannte sich damals Hüglin, Sohn des seligen Peter von Entringen, in seinem Siegel aber Sohn des Peter von Hailfingen.
Am 9. Juli 1316 stellten die drei Brüder Heinrich, Kraft und Hug zusammen mit ihrer Mutter Ite und ihren Schwestern Gute, Junte und Sophie eine weitere Verzichtsurkunde für Bebenhausen aus, diesmal bezüglich der Güter zu Reusten, die ihrem Vetter Heinrich von Remchingen gehört hatten. Sie verzichten zu Gunsten des Klosters Bebenhausen auf alle Ansprüche und Rechte um eine Entschädigungssumme von 74 Pfund Heller. Die Brüder nannten sich dabei die „Unbezunten“, ein Beiname, den in der Folgezeit meist Heinrich trug. In der Sindelfinger Überlieferung wird Ita übrigens als Entringerin bezeichnet, ebenso ihr Sohn Kraft, der Chorherr im dortigen Stift wurde.
Am 11. Juni 1330 verkaufte Heinrich von Hailfingen (Haulfingen), der Unbezunte, an das Kloster Bebenhausen Irmgard, die Gattin Heinrichs des Schäppelers aus Weil im Schönbuch um 14 Pfund Heller.
Heinrich kaufte sich von seinem Bruder Hug von Hagelloch 1331 alle dessen Rechte an den Gütern, die seiner Schwester Junte gehörten, wofür er 6 Pfund Heller zahlte. Diese bestanden aus einem Hof zu Breitenholz, gewissen Weingärten und einem Haus im Dorf Entringen. Damit verschwand Hug aus der Überlieferung.
Heinrich, der den Stamm fortsetzte, muss sicherlich zu den bedeutenderen Vertretern der Hailfinger Familie gezählt werden. In den 1320er und 1330er Jahren war er ein ständiger Begleiter der Grafen von Hohenberg und der Pfalzgrafen von Tübingen der Scherer, für die er des Öfteren zeugte oder siegelte.
Die Hohenberger, die seit 1331 kaiserliche Landvögte im Elsass waren, dürften ihm auch das Amt des Schultheißen von Hagenau besorgt haben. Diesen Amtstitel führte Heinrich 1337 und 1340, während er 1348 Vogt zu Hagenau hieß. Zu Beginn der 1350er Jahre nannte er sich meist ehemaliger Schultheiß von Hagenau.
Er kaufte 1340 von dem in Pfäffingen ansässigen Renhard von Calw ein Waldstück im Schönbuch bei Entringen um 40 Pfund Heller und 1343 erwarb er von dem Stuttgarter Bürger Walther von Entringen einige Güter in Entringen für 80 Pfund Heller Auch in der Horber Gegend war er begütert, denn 1342 verlieh er den Laienzehnten zu Hart an einen Horber Bürger gegen bestimmte Jahresgülten.
Später verschlechterten sich Heinrichs Verhältnisse zusehends, was durch mehrere Verkäufe dokumentiert ist. So verkaufte er 1349 an Bebenhausen fünf Jauchert Äcker in Reusten, die seiner verstorbenen Schwester Junta gehört hatten, um 30 Pfund Heller Im folgenden Jahr verkaufte er an Pfalzgraf Konrad den Scheerer einen Hof in Hildrizhausen um 40 Pfund Heller Zuletzt trat er 1364 seinen Anteil an der Burg Müneck und am Dorf Breitenholz an die Herter von Dusslingen ab. Bei allen Verkäufen hatte sein Sohn Georg zugestimmt.

## Stammliste der Unbezunten
- Peter von Hailfingen (1270/1301) ⚭ Ita[5][2]
  - Kraft von Hailfingen (1298/1316)
  - Heinrich von Hailfingen der Unbezunte (1298/1364)
    - Georg von Hailfingen der Ältere (1345/1408) ⚭ Anna von Hornstein
      - Georg von Hailfingen der Jüngere (1394/1442)

    - Gute ⚭ Marquard von Ehingen

  - Hug von Hagelloch (1310/1331)
  - Gute
  - Junte
  - Sophie